# 酒石酸钾钠
酒石酸钾钠（化学式：KNaC4H4O6·4H2O），也称酒石酸钠钾、罗氏盐、罗谢尔盐，是酒石酸钠与酒石酸钾形成的複盐。它是无色至蓝白色正交晶系晶体，可溶于水，微溶于醇，味咸而凉，水溶液呈微碱性。60°C时开始失去结晶水，215°C时失去其全部结晶水。
两摩尔的酒石酸氢钾溶于水加热，加入一摩尔碳酸钠，趁热过滤，不溶物干燥结晶，即得到酒石酸钾钠。
酒石酸钾钠可用作缓泻剂、食品添加剂（E编号为E337）、压电元件，也可作化学试剂，用于配制菲林试剂、双缩脲试剂以及作为制作镜背銀層时的还原剂。

## 歷史及別名
約於1675年由法國羅謝爾（La Rochelle）當地的藥業者Pierre Seignette首次合成，故又稱羅謝爾鹽（Rochelle salt，ロッシェル塩，但常被誤為姓氏而稱羅氏鹽或洛瑟尔氏盐）或 Seignette salt（塞格涅特盐，セニエット塩）。
在壓電陶瓷還沒有發明之前，於1940年代被用作壓電材料，與磷酸二氫鉀兩者均屬最早發現的壓電物質。